# Перифант
Перифант (Периф, др.-греч. Περίφας) — персонаж древнегреческой мифологии. Автохтон.
По преданию, был царём Аттики ещё до Кекропа. Соорудил святилища Аполлону. Был весьма справедлив и благочестив, и люди прозвали его Зевсом-Спасителем, Всевидящим и Милостивым. Зевс разгневался, явился в дом Перифанта, нашёл Перифаса в объятиях его жены Фены и собирался уничтожить его со всей семьёй. Но за них вступился Аполлон, и Зевс превратил Перифанта в орла, а его жену — в орлана, назначил орла царём птиц и дал сторожить свой скипетр, а Фене, Зевс даровал, чтобы она стала добрым предзнаменованием для людей во всех начинаниях. По Овидию, вместе с женой Фенеей превращён в птиц. Согласно Артуру Бернарду Куку, история Перифаса является частью традиции, согласно которой древний царь, выдававший себя за Зевса, был наказан Зевсом, часто превращаясь в птицу.